# Scipione Maffei
Scipione Maffei (Verona, 1 de Junho de  1675 – Verona, 11 de Fevereiro de 1755) foi um escritor, antiquário, paleógrafo e crítico de arte italiano.
Além de estudos histórico-culturais sobre a cidade de  Verona, escreveu poemas de estilo conce(p)tista e numerosas peças teatrais de acordo com a estética francesa. Igualmente, as suas coleções particulares e as suas publicações sobre elas contribuíram imenso para a área da etruscologia.

## Obras do autor
- La Favola dell'ordine equestre costantiniano (1717)
- L'Italia diplomatica (1727) importante obra de filologia e paleografia.
- Verona illustrata (1732) obra sobre os monumentos da cidade de Verona
- Istoria teologica (1734, obra publicada em 1752)
- Consiglio politico presentato al governo veneto (1738) onde fala da ideia de um governo inspirado no modelo inglês
- Arte magica dileguata (1749)
- Arte magica annichilata (1754)

### Teatro
- Merope (1713),tragédia,
- Le cerimonie  (1728), comédiaa
- Il Raguet (1747), comédia
- La fida ninfa (1729), melodrama musicado de Antonio Vivaldi.